# Блажеєвиці
Блажеєвиці (пол. Błażejewice) — село в Польщі, у гміні Біла-Равська Равського повіту Лодзинського воєводства.
Населення — 177 осіб (2011).
У 1975-1998 роках село належало до Скерневицького воєводства.

## Демографія
Демографічна структура станом на 31 березня 2011 року:
|          | Загалом | Допрацездатний вік | Працездатний вік | Постпрацездатний вік |
| -------- | ------- | ------------------ | ---------------- | -------------------- |
| Чоловіки | 89      | 18                 | 63               | 8                    |
| Жінки    | 88      | 22                 | 48               | 18                   |
| Разом    | 177     | 40                 | 111              | 26                   |